# Thymus diversifolius
Thymus diversifolius — вид рослин родини глухокропивові (Lamiaceae), ендемік Росії.

## Опис
Базальні листки еліптичні, коротко черешкові, 2–5 мм, листя стовбура 3 пари, еліптичні, довго черешкові, 6–12 мм. Суцвіття головчасте; чашечка дзвінчата, волосата, довго війчаста.

## Поширення
Ендемік Росії (Магадан).